# Cybdelis mnasylus
Cybdelis mnasylus is een vlinder uit de familie Nymphalidae. De wetenschappelijke naam van de soort is voor het eerst geldig gepubliceerd in 1848 door Edward Doubleday.